# Hemidactylus frenatus
El gecko casero común (Hemidactylus frenatus) es una especie de geco de la familia Gekkonidae. Es nativo del Sudeste Asiático y de algunas islas del Pacífico. Ha sido introducida en buena parte del mundo tropical, en Latinoamérica desde México hasta Argentina; en Estados unidos en Florida; en el continente africano en Madagascar; en islas del Índico y en Australia.
Sube paredes de casas y demás edificios en búsqueda de insectos, atraído por las luces. No crecen más de 6-15 cm, y viven cinco años.[cita requerida]

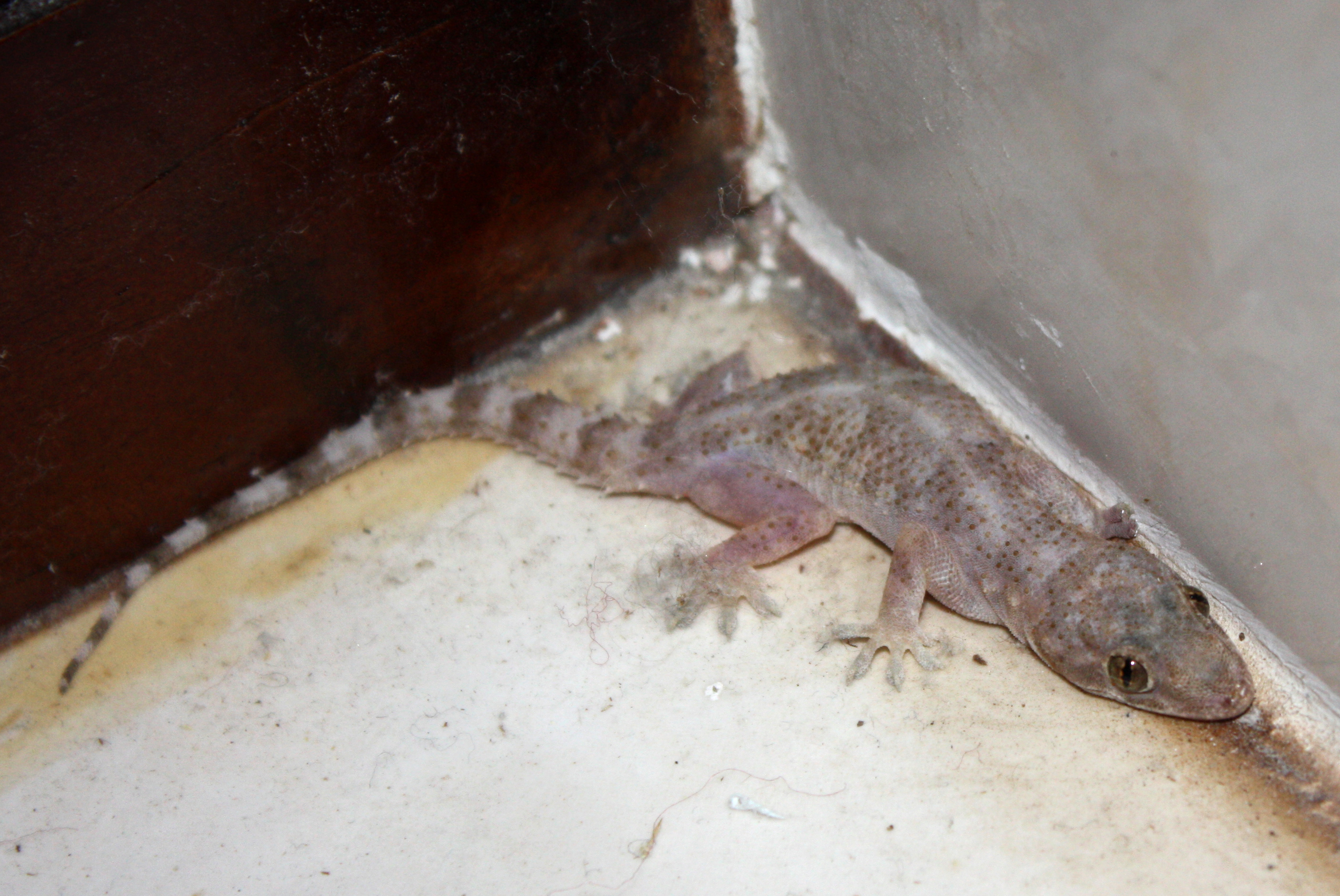
Hemidactylus frenatus